# Mary Nakhumicha
Mary Nakhumicha Zakayo es una deportista keniana que compitió en atletismo adaptado. Ganó cinco medallas en los Juegos Paralímpicos de Verano entre los años 1992 y 2008.

## Palmarés internacional
| Juegos Paralímpicos | Juegos Paralímpicos      | Juegos Paralímpicos | Juegos Paralímpicos |
| Año                 | Lugar                    | Medalla             | Prueba              |
| ------------------- | ------------------------ | ------------------- | ------------------- |
| 1992                | Barcelona (España)       | Medalla de oro      | Jabalina THW7       |
| 1996                | Atlanta (Estados Unidos) | Medalla de plata    | Jabalina F55-57     |
| 2000                | Sídney (Australia)       | Medalla de plata    | Jabalina F58        |
| 2000                | Sídney (Australia)       | Medalla de bronce   | Peso F57            |
| 2008                | Pekín (China)            | Medalla de plata    | Jabalina F57/58     |